# الانتحار بمساعدة الغير في الولايات المتحدة
يشير الانتحار بمساعدة الغير إلى إنهاء الحياة بمساعدة شخص آخر. في الولايات المتحدة، يُستخدم مصطلح «الانتحار بمساعدة الغير» عادةً لوصف ما يطلق عليه المؤيدون «المساعدة الطبية على الموت»، إذ توصف الباربيتورات للبالغين المصابين بأمراض نهائية (أي أمراض لا يُرجى شفاؤها) كي يتناولونها بأنفسهم إذا شعروا أن معاناتهم لا تُحتمل. يُسمى الانتحار بمساعدة الغير أيضًا «الانتحار بمساعدة الطبيب»، «الموت بمساعدة الطبيب»، «القتل الرحيم الذي يقدمه الطبيب»، «المساعدة على الموت»، «المساعدة الطبية على الموت».
الانتحار بمساعدة الغير مشابه لمفهوم الموت الرحيم (يُسمى أحيانًا «القتل الرحيم») ولكنه يختلف عنه. في حالات الموت الرحيم، يتخذ طرف ثانٍ إجراءً بهدف إنهاء حياة إنسان لإيقاف معاناته المستمرة. أما في حالات الانتحار بمساعدة الغير، يوفر الطرف الثاني الوسيلة التي تُمكّن الفرد من إنهاء حياته طواعيةً، لكنه لا يكون سبب الوفاة المباشر.
الانتحار بمساعدة الطبيب، أو «المساعدة الطبية على الموت»، قانونية في إحدى عشرة منطقة قضائية: كاليفورنيا، كولورادو، مقاطعة كولومبيا، هاواي، مونتانا، مين، نيوجيرسي، نيو مكسيكو، أوريغون، فيرمونت، واشنطن. تنص القوانين في تلك المناطق (باستثناء مونتانا بسبب عدم وجود قانون) صراحة على أن «الإجراءات المتخذة وفقًا [للقانون] لا تشكل، لأي غرض، انتحارًا، أو انتحارًا بمساعدة الغير، أو قتلًا رحيمًا، أو قتلًا عمدًا، بموجب القانون». وبذلك يُفرّق بين الفعل القانوني «المساعدة الطبية على الموت» وفعل مساعدة شخص على الانتحار، وهو محظور بموجب القانون في 42 ولاية ومحظور بموجب القانون العام في ست ولايات أخرى ومقاطعة كولومبيا. أظهر استطلاع للرأي أجرته مؤسسة غالوب عام 2018 أن غالبية الأمريكيين، بنسبة 72%، يؤيدون الانتحار بمساعدة الغير، ويدعمون القوانين التي تسمح للمرضى بطلب مساعدة الطبيب في إنهاء حياتهم. ما زال الانتحار بمساعدة الغير غير قانوني في معظم الولايات الأمريكية.
في عام 2022، حكمت ولاية أوريغون بعدم دستورية رفض تقديم الانتحار بمساعدة الغير للأشخاص من ولايات أخرى الراغبين في السفر إلى أوريغون للموت بهذه الطريقة، ما يمنح الأشخاص من خارج الولاية فرصة تلقي المساعدة الطبية على الموت. قبل أن يسافر شخص ما إلى ولاية أوريغون للانتحار بمساعدة الطبيب، قد يُحاكم من يساعدون المريض على السفر إلى أوريغون بتهمة المساعدة على الانتحار. بعد الحصول على الباربيتورات، إذا عاد المريض إلى ولايته الأصلية، فقد يُحاكم أولئك الذين يساعدونه في أخذ الجرعة القاتلة من الباربيتورات بتهمة المساعدة على الانتحار. ألغت ولاية فيرمونت شرط الإقامة للسماح للأفراد بالاستفادة من قانون المساعدة الطبية على الانتحار الخاص بها في عام 2023 لتسوية دعوى قضائية.
تتباين عقوبة المشاركة في الموت بمساعدة الطبيب باختلاف الولايات الأخرى. ولاية وايومنغ «لا تعترف بجرائم القانون العام وليس لديها قانون يحظر الانتحار بمساعدة الطبيب على وجه التحديد». أما في ولاية فلوريدا، فإن «أي شخص يساعد شخصًا آخر عمدًا في ارتكاب جريمة قتل النفس يُعتبر مذنبًا بالقتل غير العمد، وهي جناية من الدرجة الثانية».

## التاريخ

### الحركات المبكرة
ظهرت أول حركة مهمة لإضفاء الشرعية على الانتحار بمساعدة الغير في الولايات المتحدة في السنوات الأولى من القرن العشرين. في مقال نُشر عام 2004 في مجلة نشرة تاريخ الطب، وثق جاكوب إم أبل، المؤرخ من جامعة براون، نقاشًا سياسيًا واسعًا عن تشريع لإضفاء الشرعية على الموت بمساعدة الطبيب في ولايتي أيوا وأوهايو عام 1906.
في ولاية أوهايو، استُلهم التشريع من حَمْلة آنا صوفيا هول، إذ أصيبت والدتها بسرطان الكبد وكانت وفاتها طويلة ومؤلمة. على الرغم من جهود هول، رفض المجلس التشريعي في ولاية أوهايو مشروع القانون بأغلبية 79 صوتًا مقابل 23 صوتًا.

### قضية غلوكسبيرج ضد واشنطن
في عام 1994، رفع الدكتور هارولد غلوكسبيرج، مع أربعة أطباء آخرين وثلاثة مرضى مصابين بأمراض نهائية ومنظمة كومباشن آند داينغ (التعاطف والموت)، دعوى قضائية ضد ولاية واشنطن لحظرها الانتحار بمساعدة الغير. رُفعت القضية في محكمة المقاطعة عام 1994.
بعد سلسلة من الاستئنافات، قررت المحكمة العليا الأمريكية بالإجماع في عام 1997 تأييد حظر ولاية واشنطن. واستشهدوا بشرط الإجراءات القانونية الواجبة وجادلوا بأن الانتحار بمساعدة الغير غير مضمون باعتباره حرية أساسية تحميها الإجراءات القانونية الواجبة. وسمحت القضية للولايات الفردية بالبت على نحو مستقل في قضية المساعدة الطبية على الموت. ومهدت الطريق للجهود التشريعية على مستوى الولايات للسماح بالانتحار بمساعدة الطبيب أو منعه.

### الدكتور كيفوركيان
عادت قضية الانتحار بمساعدة الغير في الولايات المتحدة إلى الواجهة في تسعينيات القرن الماضي بسبب قضية الطبيب جاك كيفوركيان التي حظيت بتغطية إعلامية واسعة. ساعد كيفوركيان أكثر من 40 شخصًا على الموت عن طريق الانتحار في ميشيغان. جرت أول حالة انتحار علنية ساعد على إتمامها في عام 1990، لسيدة تُدعى جانيت أدكينز، وهي امرأة تبلغ من العمر 54 عامًا شُخصت إصابتها بمرض الزهايمر المبكر في عام 1989. واتُهم بالقتل، لكن التهم أُسقطت في 13 ديسمبر 1990 بسبب عدم وجود قوانين في ميشيغان تحظر الانتحار أو المساعدة الطبية عليه، لذا فإنه لم ينتهك أي قانون.
في عام 1998، صور كيفوركيان نفسه وهو يعطي رجلًا حقنة مميتة بموافقة الرجل، وعرض الشريط على برنامج 60 دقيقة. كانت تلك الحالة مختلفة عما سبق، ففي الحالات السابقة، كان المرضى أنفسهم يُقدمون على الانتحار وفقًا لما يُبلغ عنه. وأدين كيفوركيان بالقتل من الدرجة الثانية وحُكم عليه بالسجن ثماني سنوات من أصل عقوبة تتراوح بين 10 و25 عامًا. أُطلق سراحه في عام 2007 وتوفي في 3 يونيو 2011.

### التشريع على مستوى الولايات
أصبح الموت بمساعدة الطبيب قانونيًا في ولاية واشنطن عام 2008 وفيرمونت عام 2013 وكاليفورنيا ومقاطعة كولومبيا وكولورادو عام 2016 وهاواي عام 2018 ونيوجيرسي عام 2019 ومين عام 2020 ونيو مكسيكو عام 2021. وأصبح قانونيًا لفترة وجيزة في ولاية نيو مكسيكو في عامي 2014 و2015 بسبب قرار قضائي جرى نقضه.

### بريتاني ماينارد
في عام 2014، أدت وفاة بريتاني ماينارد، وهي مناصرة لإضفاء الشرعية على المساعدة على الموت، بسبب سرطان في الدماغ، إلى تجدد النقاش في الولايات المتحدة عن الانتحار بمساعدة الغير، وعُدّت مسؤولة عن مشاريع قوانين في عدد من ولايات عن هذا الموضوع. أصبحت ولاية كاليفورنيا، مسقط رأسها الذي غادرته للإقامة في ولاية أوريغون للوصول إلى قانون «الحق في الموت بكرامة»، خامس ولاية تسمح بالمساعدة على الموت، وذلك في عام 2015.